# Desková hra

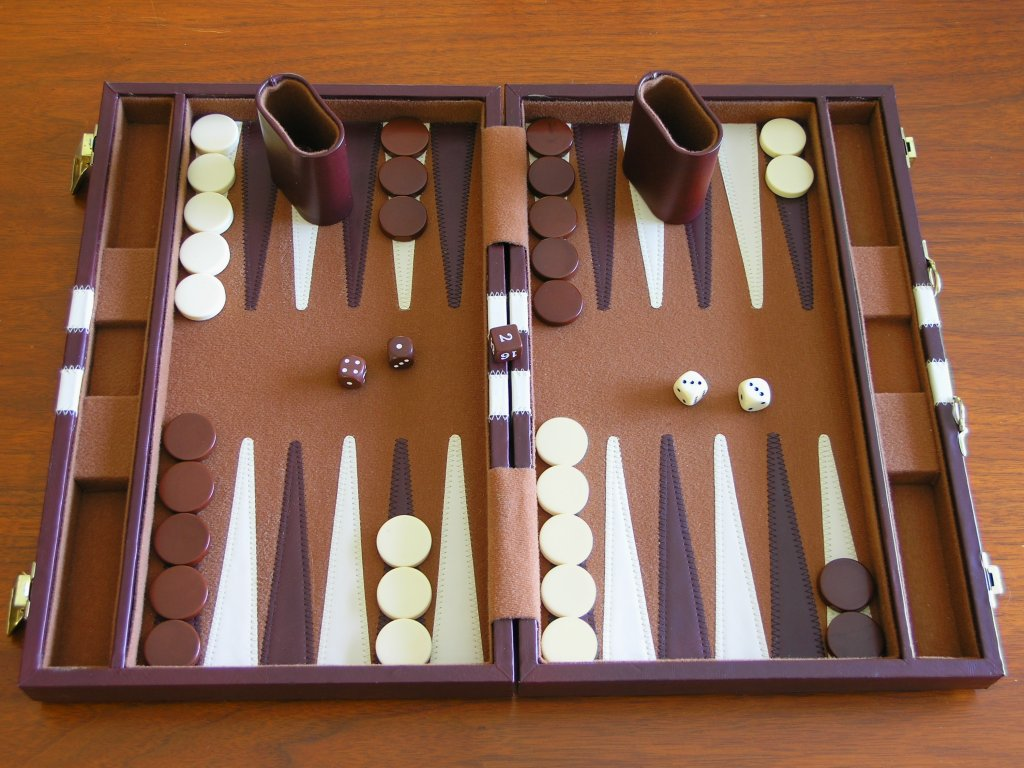
Herní sada pro vrhcáby

Desková hra („deskovka“) je taková hra, ve které je průběh hry realizován na herním plánu. Zatímco u klasických deskových her je herní plán pevně daný, u některých moderních deskových her se často pracuje i s variabilním herním plánem. Název desková hra bývá často nesprávně spojován s pojmem moderní společenská hra, což však není zcela přesné, neboť ne všechny společenské hry jsou stolní, natož deskové. Mezi nejznámější deskové hry se řadí šachy, dáma a Člověče, nezlob se!, ve světě známé též jako Ludo. Z moderních deskových her pak patří k nejznámějším hra Monopoly.

## Historie deskových her

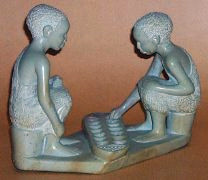
Mastková socha dvou pastýřů, kteří hrají mankalovou hru

Nejstarší hrou, která byla kdy hrána je Mezopotámska strategická hra Ur, kterou vykopal Leonard Wooley. Ješte nejstarší dosud hraná hra je patrně asijská hra go. Další významnou kapitolou starých tradičních dnes hraných her jsou africké mankalové hry. Existují ovšem archeologické nálezy ještě starších her, ke kterým se ovšem nedochovala žádná pravidla.
Deskovým hrám zasvětilo svůj život mnoho badatelů, díky kterým se opět hraje mnoho zapomenutých her; mezi ně patří španělský král Alfons X., zvaný Moudrý. Tomu je připisováno originální a na svou dobu (13. století) nevídané dílo Libro de los juegos, pojednávající o deskových hrách. Velkými badateli na poli deskových her byli R. C. Bell a Harold J. R. Murray. V Česku se studiem deskových her zabýval Miloš Zapletal, který vydal několik knih s danou tematikou, mezi jinými např. Velkou knihu deskových her.
Proběhly různé pokusy s umělou inteligencí, zda dokáže porazit člověka ve hrách, jako jsou šachy či go.

## Dělení deskových her
Deskové anebo obecněji stolní hry je možné dělit podle mnoha různých kritérií. Např. podle cíle a určení hry (válečné hry, dětské hry atd.); další třídicí kritéria:

### Podle doby vzniku
Nejčastěji se hry dělí podle doby vzniku (a tedy historickou prověřeností) na dvě základní skupiny:
- klasické deskové hry – sem se řadí hlavně staré deskové hry, u kterých je možné určit nanejvýš období, v němž pravděpodobně vznikly (šachy, dáma, go)
- moderní deskové hry – nové hry, u kterých je ve většině případů známý jak autor, tak i přesný rok vzniku (Monopoly, Osadníci z Katanu, Terra Mystica, Euthia: Torment of Resurrection[4][5] ad.)

### Podle druhu
Podle Miloše Zapletala existují tyto základní druhy deskových her:
- strategické hry, souboj dvou čí několika soupeřů (šachy, dáma)
- závodivé hry, kdo dojde dřív do cíle (Člověče, nezlob se!, Želví závody)
- poziční hry, manévr na desce k docílení sestavy (mlýn, go)
- pátrací hry, hledání, řešení problému (potápěči, detektivní hry)[6]

### Podle typu
Další dělení her je na dvě hlavní skupiny: eurohry a ameritrash. 

#### Eurohry

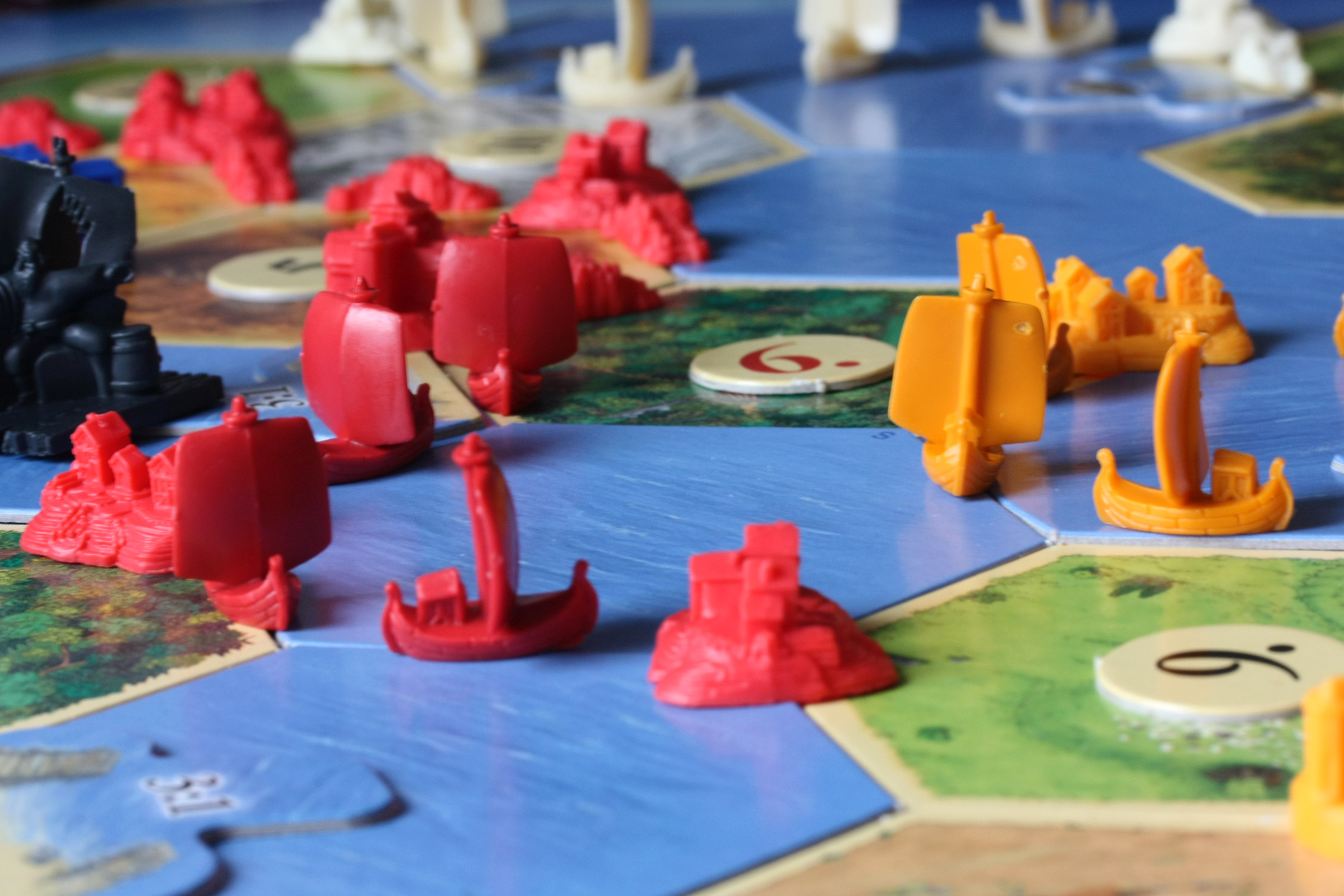
Detail rozehrané partie Osadníků z Katanu

Eurohry, také nazývané hry německého stylu, jsou hry, které mají několik základních charakteristik, nemusí je však splňovat všechny nebo zcela:
- Konflikt mezi hráči je nepřímý a obvykle jde o souboj o zdroje či body.
- Hráči nemohou být vyřazeni ze hry, stále všichni hrají až do konce hry.
- Hra obsahuje málo či žádnou náhodu (házení kostkou apod.).
- Téma hry nemá vliv na herní mechanismy a je zaměnitelné – hra je zaměřena na mechanismus.

Mezi eurohry se řadí například Puerto Rico, Carcassonne, Osadníci z Katanu, Terra Mystica, Picasso, Rainforest či Nastupovat, prosím.

#### Ameritrash

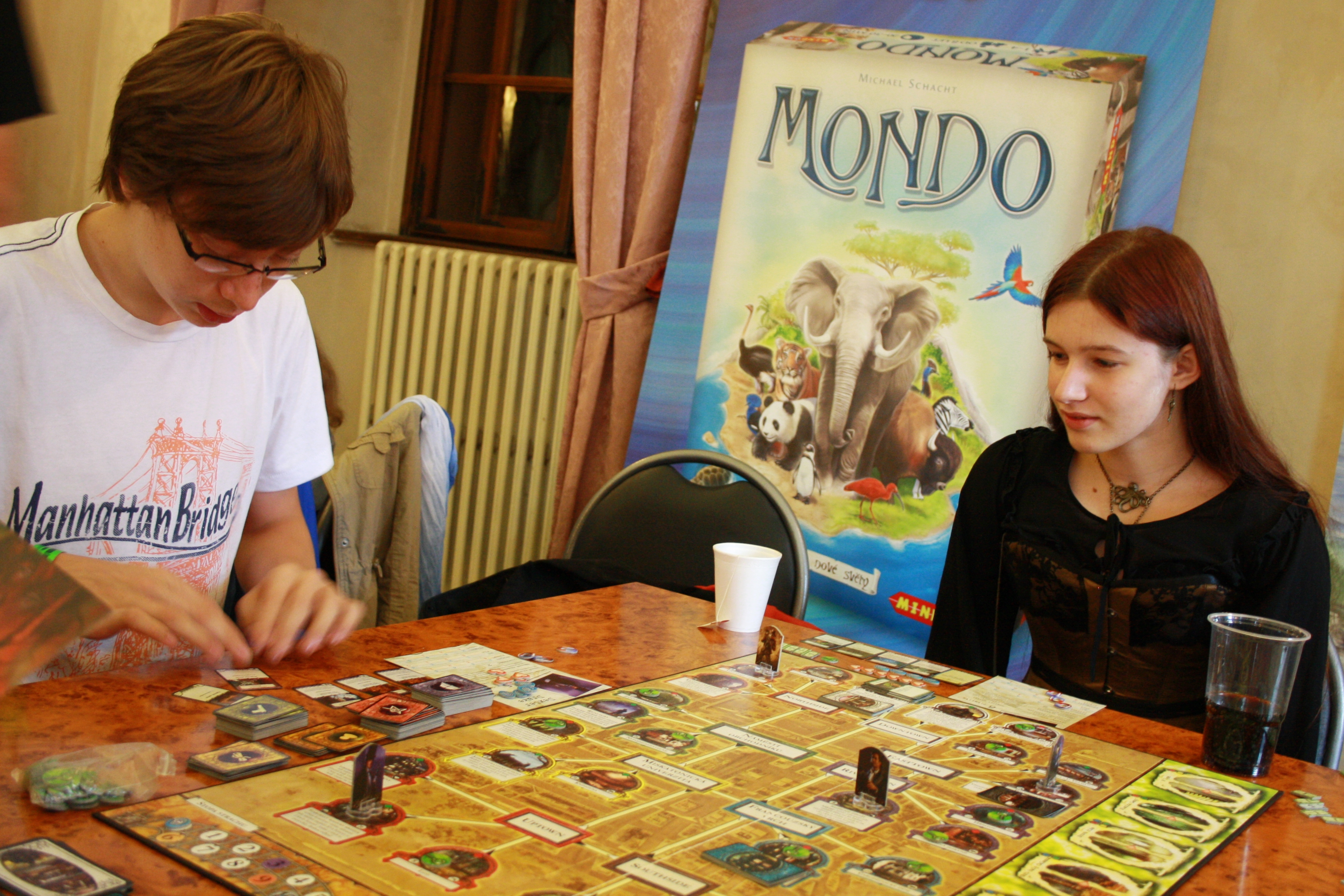
Arkham Horror na Deskohraní 2012

Ameritrash, nebo také hry amerického stylu, jsou charakterizovány:
- silným tématem,
- hrdiny či frakcemi s jedinečnými vlastnostmi,
- přímým konfliktem mezi soupeři, kteří mohou být v některých hrách i kompletně eliminováni,
- střední až velkou úrovní náhody.

Mezi ameritrash hry lze zařadit například Arkham Horror, Battlestar Galactica, Twilight Imperium nebo Duna.